# Klamath (hardware)

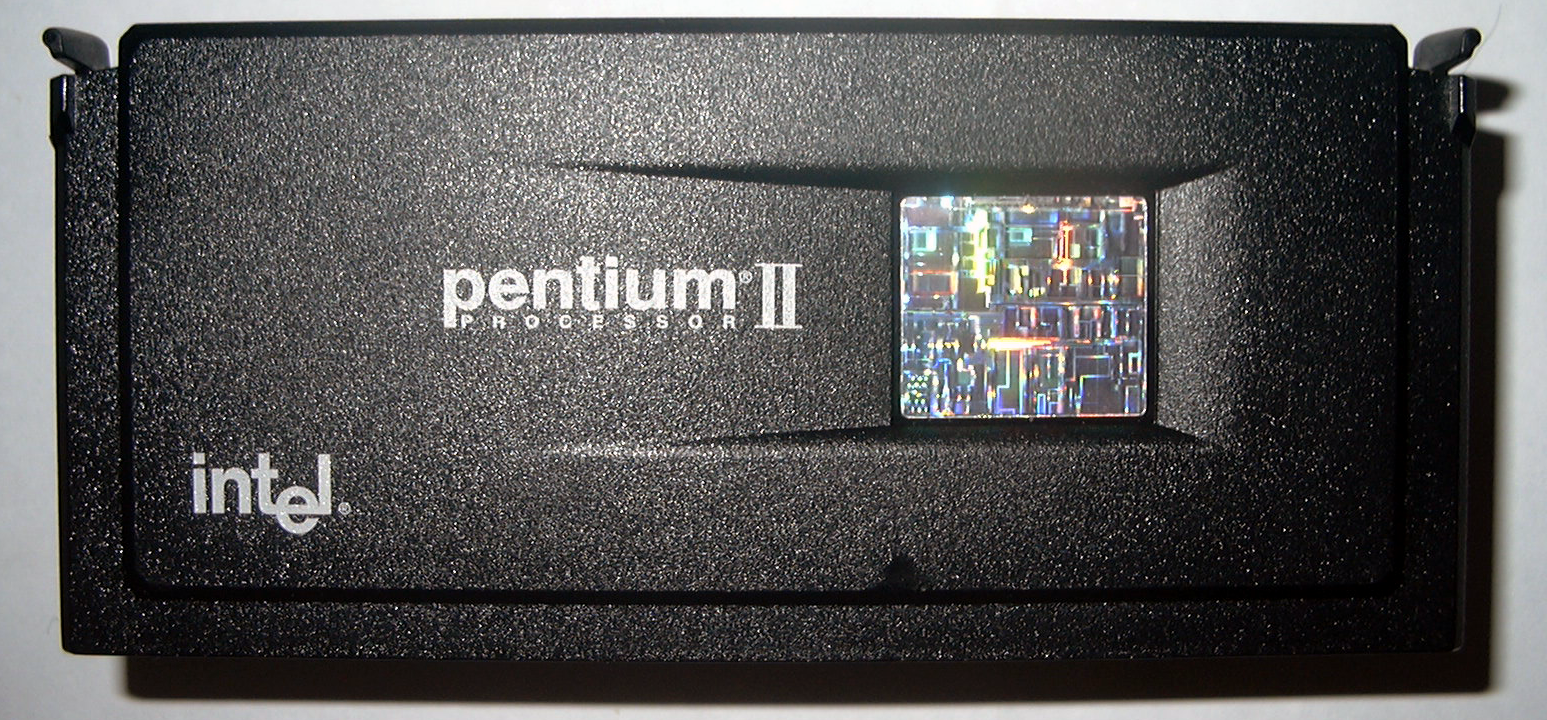
Pentium II Klamath a 266 MHz

Klamath era il nome in codice della prima generazione del processore Pentium II sviluppato da Intel come successore del Pentium MMX (che era basato sul core P55C), e arrivò sul mercato il 7 maggio 1997.

## Caratteristiche tecniche
A differenza del suo diretto predecessore non era più basato sull'architettura Intel P5, ma sulla P6 che era stata introdotta per la prima volta con il processore Pentium Pro, inizialmente destinato a sostituire il primo Pentium ma poi relegato al mercato di fascia alta, specialmente quello server e workstation. Klamath era in sostanza una sorta di Pentium Pro "potenziato" con l'aggiunta delle istruzioni MMX, introdotte proprio con l'ultima evoluzione del Pentium, il già citato Pentium MMX, e offriva migliori prestazioni nel codice a 16 bit. Era proprio la sua discendenza dall'architettura P6 che rendeva Klamath una CPU con una spiccata propensione per i calcoli in virgola mobile, mentre l'introduzione delle istruzioni MMX consentiva di velocizzare decisamente l'esecuzione delle operazioni richieste dalle applicazioni multimediali.
Era basato sullo stesso processo produttivo adottato anche dal Pentium Pro, vale a dire quello a 350 nm, e dotato di un BUS a 66 MHz che risultò però sottodimensionato non consentendo quindi alla CPU di esprimere tutto il proprio potenziale.
La vera particolarità introdotta con questo processore fu il metodo di connessione alla motherboard. Non si trattava più di un vero socket come era stato fino ad allora, ma di uno "slot"; in pratica il processore si inseriva in maniera del tutto analoga ad una qualsiasi scheda d'espansione, e tale slot prendeva il nome di Slot 1. In realtà il core vero e proprio del processore era saldato su una scheda elettronica, la SECC, la quale conteneva anche la cache L2 (di secondo livello), pari a 512 kB, che funzionava però alla metà della frequenza del processore, e cioè da 116 MHz a 150 MHz.

## Chipset supportati
Il chipset utilizzato per i primi Pentium II Klamath era l'i440LX che supportava il BUS a 66 MHz, oltre alle porte USB, lo slot AGP e la RAM SDRAM.

## Modelli
La tabella seguente mostra i modelli di Pentium II, basati sul core Klamath, arrivati sul mercato. Molti di questi condividono caratteristiche comuni pur essendo basati su core diversi; per questo motivo, allo scopo di rendere maggiormente evidente tali affinità e "alleggerire" la visualizzazione alcune colonne mostrano un valore comune a più righe. Di seguito anche una legenda dei termini (alcuni abbreviati) usati per l'intestazione delle colonne:
- Nome Commerciale: si intende il nome con cui è stato immesso in commercio quel particolare esemplare.
- Data: si intende la data di immissione sul mercato di quel particolare esemplare.
- Socket: lo zoccolo della scheda madre in cui viene inserito il processore. In questo caso il numero rappresenta oltre al nome anche il numero dei pin di contatto.
- Clock: la frequenza di funzionamento del processore.
- Molt.: sta per "Moltiplicatore" ovvero il fattore di moltiplicazione per il quale bisogna moltiplicare la frequenza di bus per ottenere la frequenza del processore.
- Pr.Prod.: sta per "Processo produttivo" e indica tipicamente la dimensione dei gate dei transistors (180 nm, 130 nm, 90 nm) e il numero di transistor integrati nel processore espresso in milioni.
- Voltag.: sta per "Voltaggio" e indica la tensione di alimentazione del processore.
- Watt: si intende il consumo massimo di quel particolare esemplare.
- Bus: frequenza del bus di sistema.
- Cache: dimensione delle cache di 1º e 2º livello.
- XD: sta per "XD-bit" e indica l'implementazione della tecnologia di sicurezza che evita l'esecuzione di codice malevolo sul computer.
- 64: sta per "EM64T" e indica l'implementazione della tecnologia a 64 bit di Intel.
- HT: sta per "Hyper-Threading" e indica l'implementazione della esclusiva tecnologia Intel che consente al sistema operativo di vedere 2 core logici.
- ST: sta per "SpeedStep Technology" ovvero la tecnologia di risparmio energetico sviluppata da Intel e inserita negli ultimi Pentium 4 Prescott serie 6xx per contenere il consumo massimo.
- VT: sta per "Vanderpool Technology", la tecnologia di virtualizzazione che rende possibile l'esecuzione simultanea di più sistemi operativi differenti contemporaneamente.

| Nome Commerciale   | Data       | Socket | Clock   | Molt. | Pr.Prod.        | Voltag. | Watt | Bus    | Cache                   | XD | 64 | HT | ST | VT |
| ------------------ | ---------- | ------ | ------- | ----- | --------------- | ------- | ---- | ------ | ----------------------- | -- | -- | -- | -- | -- |
| Pentium II 233 MHz | 7/mag/1997 | Slot 1 | 233 MHz | 3,5x  | 350 nm 7,5 mil. | 2,8 V   | N.A. | 66 MHz | L1=32KB L2=512KB L3=0MB | No | No | No | No | No |
| Pentium II 266 MHz | 7/mag/1997 | Slot 1 | 266 MHz | 4x    | 350 nm 7,5 mil. | 2,8 V   | N.A. | 66 MHz | L1=32KB L2=512KB L3=0MB | No | No | No | No | No |
| Pentium II 300 MHz | 7/mag/1997 | Slot 1 | 300 MHz | 4,5x  | 350 nm 7,5 mil. | 2,8 V   | N.A. | 66 MHz | L1=32KB L2=512KB L3=0MB | No | No | No | No | No |

Nota: la tabella soprastante è un estratto di quella completa contenuta nella pagina del Pentium II.

## Il successore
Klamath venne sostituito a inizio 1998 dal core Deschutes che, oltre a portare il clock fino a 450 MHz, prevedeva anche un nuovo processo produttivo a 250 nm e un BUS a 100 MHz,